# 三菱製紙
三菱製紙株式会社（みつびしせいし）は、三菱グループと王子グループの製紙会社。日本の製紙業界では6位。塗工紙（高級光沢紙）などの印刷用紙を中心に、情報用紙、ティッシュペーパー、製紙用パルプ、写真、フィルター、感光剤などを製造し、近年は、不織布・ガラス繊維ペーパー、リチウムイオン電池セパレーターなどに注力している。三菱金曜会及び三菱広報委員会の会員企業である。
2005年（平成17年）1月31日に中越パルプ工業との合併を発表したが、その後同年5月16日に合併は白紙撤回された。
2018年2月6日に王子ホールディングス株式会社との資本業務提携を発表。2019年3月29日に同社に対する第三者割当増資による新株式の発行等を行い、同社の持分法適用会社となる。

## 事業所所在地
- 本社 - 東京都墨田区両国2丁目10番14号
- 工場
  - 高砂工場 - 兵庫県高砂市高砂町栄町105番地
  - 京都工場 - 京都府長岡京市開田1丁目6番6号
  - 八戸工場 - 青森県八戸市大字河原木字青森谷地
  - 北上工場 - 岩手県北上市相去町笹長根35番地
  - 白河事業所 - 福島県西白河郡西郷村字前山西3番地
- 研究所
  - 高砂R&Dセンター - 兵庫県高砂市高砂町栄町105番地 (高砂工場内)
  - 京都R&Dセンター - 京都府長岡京市開田1丁目6番6号（京都工場内）

## 沿革
- 1898年（明治31年）4月1日 - 神戸市三宮においてウォルシュ兄弟が経営していた製紙会社・神戸製紙所を岩崎久彌が同年3月に買収し、合資会社神戸製紙所として設立[6]。
- 1901年（明治34年）
  - 5月 - 高砂工場が操業開始[7]。
  - 7月 - 神戸製紙所が神戸市から高砂町に移転[8]。
- 1904年（明治37年）6月1日 - 合資会社三菱製紙所に改称[9]。
- 1917年（大正6年）
  - 2月 - 中川工場操業開始[10]。
  - 11月1日 - 三菱製紙株式会社に改組[11]。
- 1925年（大正14年）12月9日 - 本社を兵庫県高砂市から東京都千代田区丸の内（東京出張所）に移転[12]。
- 1928年（昭和3年）4月30日 - 本社を東京市麴町区八重洲町1丁目1番地（八重洲ビル）に移転[13]。
- 1938年（昭和13年）6月 - 京都写真工業株式会社設立[14]。
- 1944年（昭和19年）
  - 2月15日 - 京都写真工業株式会社を吸収合併、京都試製工場が発足[15]。
  - 8月1日 - 浪速製紙株式会社を吸収合併し、浪速工場が発足[16]。
  - 8月18日 - 浪花製紙株式会社との合併で資本金が1,098万円となる[16]。
- 1945年（昭和20年）1月1日 - 京都試製工場を京都工場に改称[16]。
- 1948年（昭和23年）12月27日 - 資本金を5,000万円に増資[17]。
- 1949年（昭和24年）
  - 5月14日 - 大阪証券取引所に上場。
  - 5月16日 - 東京証券取引所に上場。
  - 12月20日 - 資本金を1億5,000万円に増資[17]。
- 1966年（昭和41年）
  - 4月1日 - 白河パルプ工業株式会社と合併し、パルプから紙に至る一貫メーカーとなる。白河工場、北上工場を継承。
  - 9月 - 八戸工場操業開始。
  - 12月24日 - 浪速工場の稼働停止[18]。
- 1968年（昭和43年）3月31日 - 浪速工場（大阪市福島区）を閉鎖[19]。
- 1981年（昭和56年）7月18日 - 本社を東京都千代田区丸の内3丁目4番2号新日石ビルに移転[20]。
- 1989年（昭和64年）1月1日 - 筑波研究所を設置[21]。
- 2000年（平成12年）7月11日 - 北越製紙株式会社と業務、資本提携。
- 2003年（平成15年）3月 - 中川工場（東京都葛飾区）閉鎖。
- 2005年（平成17年）
  - 4月1日 - 北上工場事業を会社分割し、北上ハイテクペーパー株式会社を設立。
  - 7月1日 - 北越製紙株式会社との業務・資本提携を終了。
- 2007年（平成19年）
  - 8月28日、富士フイルムと三菱製紙は、写真事業に関して業務／資本提携。
  - 11月20日 - 情報用紙事業において、王子製紙株式会社との戦略的資本・業務提携を発表。
- 2012年（平成24年）7月17日 - 本社を東京都千代田区丸の内から東京都墨田区両国に移転。
- 2021年（令和3年）9月 - つくばR＆Dセンター（茨城県つくば市）閉鎖[22]。
- 2023年（令和5年）4月 - 北上ハイテクペーパー株式会社と北菱興業株式会社を吸収合併し、北上工場を設置。

### 白河パルプ工業
- 1949年（昭和24年）3月 - 黒磯製紙株式会社発起人総会を開催[17]。
- 1950年（昭和25年）3月 - 白河製紙株式会社に改称[17]。
- 1951年（昭和26年）
  - 4月 - 白河パルプ工業株式会社に社名変更。
  - 11月 - 白河工場操業開始[23]。
- 1965年（昭和40年）11月19日 - 北上工場竣工[24]。
- 1966年（昭和41年）4月1日 - 三菱製紙に合併。

## 関係会社
三菱製紙グループは2022年（令和4年）3月31日現在の子会社、関連会社は以下の通りである。
- 新北菱林産
- MPMオペレーション
- KJ特殊紙
- 高砂紙業
- 三菱王子紙販売
- 東邦特殊パルプ
- 京菱ケミカル
- 三菱製紙エンジニアリング
- 浪速通運
- 菱紙
- エム・ピー・エム・シェアードサービス
- 菱工
- MPM数値解析センター

## 不祥事
三菱製紙完全子会社の三菱製紙エンジニアリングが、検査の測定データを改ざんしていたことを受け、木坂隆一社長と真田茂春副社長は責任を取り、2カ月間の報酬返上処分を受けた。